# Olivia Munn
Lisa Olivia Munn, född 3 juli 1980 i Oklahoma City, Oklahoma, är en amerikansk skådespelare, komiker, modell och tv-personlighet. Hon inledde sin karriär under namnet Lisa Munn men har sedan 2006 kallat sig Olivia Munn professionellt.

## Biografi
Olivia Munn har vietnamesiskt påbrå, då hennes mamma är från Vietnam.  Hennes pappa kommer från amerikanska södern. 
Munn har bland annat spelat i Iron Man 2 (2010) och I Don't Know How She Does It (2011) samt hade en återkommande roll som Sloan Sabbith i TV-serien The Newsroom (2012). Mellan 2010 och 2011 var hon korrespondent på The Daily Show.

### Privatliv
Munn var 2014–2017 tillsammans med NFL-spelaren Aaron Rodgers. Hon började dejta John Mulaney år 2021 och samma år föddes parets första barn, en son. År 2024 gifte sig Munn och Mulaney och samma år föddes deras andra barn, en dotter, via surrogatmödraskap.
I april 2023 diagnostiserades Munn med bröstcancer. Hon genomgick flera operationer, bland annat dubbel mastektomi och hysterektomi.

## Filmografi i urval
- 2008 – Insanitarium
- 2009 – The Slammin' Salmon
- 2010 – En galen natt
- 2010 – Iron Man 2
- 2010–2011 – The Daily Show (TV-serie)
- 2011 – I Don't Know How She Does It
- 2012–2014 – The Newsroom (TV-serie)
- 2012 – Magic Mike
- 2012 – The Babymakers
- 2012 – New Girl (TV-serie)
- 2014 – Deliver Us from Evil
- 2015 – Mortdecai
- 2016 – X-Men: Apocalypse
- 2020 – Love Wedding Repeat
- 2025 – Your Friends and Neighbors (TV-serie)